# Campeonato Mundial de Atletismo de 2005 - 400 m com barreiras masculino
A competição dos 400 metros com barreiras masculino no Campeonato Mundial de Atletismo de 2005 foi realizada no Estádio Olímpico, em Helsinque, na Finlândia, ente os dias 6 a 9 de agosto de 2005.

## Recordes
Antes desta competição, os recordes mundiais e do campeonato nesta prova eram os seguintes:
| Tipo                  | Atleta      | Tempo | Local     | Data                 |
| --------------------- | ----------- | ----- | --------- | -------------------- |
|                       | Kevin Young | 46.78 | Barcelona | 6 de agosto de 1992  |
| Recorde do campeonato | Kevin Young | 47.18 | Stuttgart | 19 de agosto de 1993 |

## Medalhistas
| Ouro                   | Prata              | Bronze            |
| Bershawn Jackson (USA) | James Carter (USA) | Dai Tamesue (JPN) |

## Calendário
Todos os horários estão no horário local (UTC+2)
| Data        | Horário | Fase          |
| ----------- | ------- | ------------- |
| 6 de agosto | 13:50   | Eliminatórias |
| 7 de agosto | 21:00   | Semifinal     |
| 9 de agosto | 21:50   | Final         |

## Resultados

### Eliminatórias
Qualificação: Os 4 primeiros de cada bateria (Q) e os 4 melhores tempos (q) avançam para as semifinais.
Bateria 1
| Pos. | Atleta             | Nacionalidade  | Tempo | Notas |
| ---- | ------------------ | -------------- | ----- | ----- |
| 1    | Kerron Clement     | Estados Unidos | 48.98 | Q     |
| 2    | Danny McFarlane    | Jamaica        | 49.37 | Q     |
| 3    | Pieter de Villiers | África do Sul  | 49.81 | Q     |
| 4    | Yacnier Luis       | Cuba           | 49.96 | Q     |
| 5    | Christian Duma     | Alemanha       | 50.04 | q     |
| 6    | Ibrahim Maïga      | Mali           | 50.62 |       |
| 7    | Kurt Couto         | Moçambique     | 52.04 |       |

Bateria 2
| Pos. | Atleta           | Nacionalidade | Tempo | Notas |
| ---- | ---------------- | ------------- | ----- | ----- |
| 1    | Kemel Thompson   | Jamaica       | 49.33 | Q     |
| 2    | Naman Keïta      | França        | 49.58 | Q     |
| 3    | Gianni Carabelli | Itália        | 49.87 | Q     |
| 4    | Kenji Narisako   | Japão         | 49.87 | Q     |
| 5    | Ari-Pekka Lattu  | Finlândia     | 50.23 | q     |
| 6    | Mikael Jakobsson | Suécia        | 50.35 |       |

Bateria 3
| Pos. | Atleta                 | Nacionalidade        | Tempo | Notas |
| ---- | ---------------------- | -------------------- | ----- | ----- |
| 1    | Bershawn Jackson       | Estados Unidos       | 49.34 | Q     |
| 2    | Félix Sánchez          | República Dominicana | 49.47 | Q     |
| 3    | Yevgeniy Meleshenko    | Cazaquistão          | 49.67 | Q     |
| 4    | Llewellyn Herbert      | África do Sul        | 49.98 | Q     |
| 5    | Sergio Hierrezuelo     | Cuba                 | 50.13 | q     |
| 6    | Eduardo Iván Rodríguez | Espanha              | 50.22 | q     |
| 7    | Aleksey Pogorelov      | Quirguistão          | 53.44 |       |

Bateria 4
| Pos. | Atleta              | Nacionalidade | Tempo | Notas            |
| ---- | ------------------- | ------------- | ----- | ---------------- |
| 1    | Periklis Iakovakis  | Grécia        | 49.22 | Q                |
| 2    | Louis Jacob van Zyl | África do Sul | 49.35 | Q                |
| 3    | Rhys Williams       | Grã-Bretanha  | 49.73 | Q                |
| 4    | Dean Griffiths      | Jamaica       | 49.79 | Q                |
| 5    | O'Neil Wright       | Libéria       | 50.90 | Recorde nacional |
|      | Jiří Mužík          | Chéquia       |       | DSQ              |

Bateria 5
| Pos. | Atleta                  | Nacionalidade  | Tempo | Notas |
| ---- | ----------------------- | -------------- | ----- | ----- |
| 1    | James Carter            | Estados Unidos | 49.05 | Q     |
| 2    | Dai Tamesue             | Japão          | 49.17 | Q     |
| 3    | Bayano Kamani           | Panamá         | 49.18 | Q     |
| 4    | Hadi Soua'an Al-Somaily | Arábia Saudita | 49.70 | Q     |
| 5    | Ákos Dezsö              | Hungria        | 51.35 |       |
| 6    | Aleki Toetu’u Sapoi     | Tonga          | 56.06 |       |
|      | Edivaldo Monteiro       | Portugal       |       | DNF   |

### Semifinal
Qualificação: Os 2 primeiros de cada bateria (Q) e os 2 melhores tempos (q) avançam para as finais.
Bateria 1
| Pos. | Atleta                        | Nacionalidade        | Tempo | Notas |
| ---- | ----------------------------- | -------------------- | ----- | ----- |
| 1    | James Carter                  | Estados Unidos       | 47.78 | Q     |
| 2    | Bayano Kamani                 | Panamá               | 47.84 | Q,    |
| 3    | Félix Sánchez                 | República Dominicana | 48.24 | q     |
| 4    | Dai Tamesue                   | Japão                | 48.46 | q     |
| 5    | align=left Pieter de Villiers | África do Sul        | 49.75 |       |
| 6    | Dean Griffiths                | Jamaica              | 49.89 |       |
| 7    | Eduardo Iván Rodríguez        | Espanha              | 49.97 |       |
| 8    | Christian Duma                | Alemanha             | 50.25 |       |

Bateria 2
| Pos. | Atleta                | Nacionalidade  | Tempo  | Notas |
| ---- | --------------------- | -------------- | ------ | ----- |
| 1    | Louis Jacobus van Zyl | África do Sul  | 48.16  | Q     |
| 2    | Kerron Clement        | Estados Unidos | 48,.49 | Q     |
| 3    | Kenji Narisako        | Japão          | 49.00  |       |
| 4    | Yevgeniy Meleshenko   | Cazaquistão    | 49.22  |       |
| 5    | Danny McFarlane       | Jamaica        | 49.41  |       |
| 6    | Rhys Williams         | Grã-Bretanha   | 49.67  |       |
| 7    | Ari-Pekka Lattu       | Finlândia      | 49.81  |       |
|      | Yacnier Luis          | Cuba           |        | DSQ   |

Bateria 3
| Pos. | Atleta                  | Nacionalidade  | Tempo | Notas |
| ---- | ----------------------- | -------------- | ----- | ----- |
| 1    | Bershawn Jackson        | Estados Unidos | 48.19 | Q     |
| 2    | Naman Keïta             | França         | 48.60 | Q     |
| 3    | Kemel Thompson          | Jamaica        | 48.64 |       |
| 4    | Hadi Soua'an Al-Somaily | Arábia Saudita | 49.09 |       |
| 5    | Periklis Iakovakis      | Grécia         | 49.28 |       |
| 6    | Sergio Hierrezuelo      | Cuba           | 49.66 |       |
| 7    | Gianni Carabelli        | Itália         | 49.77 |       |
| 8    | Llewellyn Herbert       | África do Sul  | 50.67 |       |

### Final
A final ocorreu dia 9 de agosto às 21:50.
| Pos.              | Atleta                | Nacionalidade        | Tempo | Notas |
| ----------------- | --------------------- | -------------------- | ----- | ----- |
| Medalha de ouro   | Bershawn Jackson      | Estados Unidos       | 47.30 |       |
| Medalha de prata  | James Carter          | Estados Unidos       | 47.43 |       |
| Medalha de bronze | Dai Tamesue           | Japão                | 48.10 |       |
| 4                 | Kerron Clement        | Estados Unidos       | 48.18 |       |
| 5                 | Naman Keïta           | França               | 48.28 |       |
| 6                 | Louis Jacobus van Zyl | África do Sul        | 48.54 |       |
| 7                 | Bayano Kamani         | Panamá               | 50.18 |       |
|                   | Félix Sánchez         | República Dominicana |       | DNF   |

Legenda
| Recorde mundial       | Recorde mundial (World record)               |                       | Recorde africano                      | Recorde africano (African) |                                           | Q | Classificado por posição (Qualified) |
| Recorde do campeonato | Recorde do campeonato (Championship record)  | Recorde da América    | Recorde da América (Americas)         | q                          | Classificado por melhor tempo (Qualified) |   |                                      |
| Melhor marca do ano   | Melhor marca do ano (World leading)          | Recorde asiático      | Recorde asiático (Asian)              | DNS                        | Não largou (Did not start)                |   |                                      |
| Recorde nacional      | Recorde nacional (National record)           | Recorde europeu       | Recorde europeu (European)            | DNF                        | Não terminou (Did not finish)             |   |                                      |
| Recorde pessoal       | Recorde pessoal do atleta (Personal best)    | Recorde da Oceania    | Recorde da Oceania (Oceania)          | DSQ / DQ                   | Desclassificado (Disqualified)            |   |                                      |
| Recorde da temporada  | Recorde da temporada do atleta (Season best) | Recorde sul-americano | Recorde sul-americano (South America) | NM                         | Sem marca (No mark)                       |   |                                      |